# Tamboril (Ceará)
Pour les articles homonymes, voir Tamboril.
Tamboril est une municipalité brésilienne de l’État du Ceará. En 2010, elle compte 25 455 habitants.

## Source
- (pt) Cet article est partiellement ou en totalité issu de l’article de Wikipédia en portugais intitulé « Tamboril (Ceará) » (voir la liste des auteurs).